# Mad Riders
Mad Riders est un jeu vidéo de course développé par Techland et édité par Ubisoft. Il est sorti le 30 mai 2012 sur PlayStation 3, Xbox 360 et PC. Il est uniquement disponible en téléchargement.

## Système de jeu
Dans Mad Riders, le joueur contrôle un quad et réalise une succession de courses. Les joueurs doivent collecter des jetons afin de réaliser un boost. Ces boosts sont l'élément central du jeu car la sensation est omniprésente tout au long de chaque course. Il est aussi possible d'exécuter des figures ou encore déraper afin d'améliorer son boost. Il y a aussi une multitude de raccourcis tout au long des circuits ce qui multiplie les chances de gagner la course.
De plus, différents véhicules sont mis à disposition. Il existe diverses activités comme des tournois, des concours de tricks, des courses en arènes et des circuits classiques.
Le jeu offre également la possibilité de jouer en écran splitté.

## Critiques
Le jeu reçu des critiques correctes et diverses du fait de son gameplay simpliste et d'une durée de vie moyenne. Le jeu est considéré comme étant un bon jeu de quad mais qu'il n'apportait rien d'original pour son genre. Mais il fut cependant félicité par la sensation de vitesse qu'il apporte ainsi que pour ses graphismes en cel-shading.